# Friedrich Pfeiffer (Ingenieur)
Friedrich Pfeiffer (* 22. Februar 1935 in Wiesbaden) ist ein deutscher Ingenieur.

## Leben und Werk
Sein wissenschaftlicher Beitrag auf dem Gebiet der Dynamik und Regelung mechanischer Systeme gilt als bedeutend. Von 1982 bis zu seiner Emeritierung 2000 war er Ordinarius und Professor für Mechanik an der Technischen Universität München.
Nach seinem Abitur 1955 am Realgymnasium am Zietenring in Wiesbaden studierte Pfeiffer an der TH Darmstadt allgemeinen Maschinenbau. 1965 promovierte er bei Günther Bock im Bereich Aerodynamik über Abwindkorrekturen für Flügel beliebiger Pfeilung in offenen und geschlossenen kreisrunden Windkanälen mit Bodenplatte.
1966 schloss er sich der Entwicklungsabteilung des Raumfahrtherstellers Bölkow GmbH (später MBB) in Ottobrunn an. Dem Unternehmen gehörte er 16 Jahre lang an. Einen zwischenzeitlichen Ruf an die neu gegründete Universität der Bundeswehr in Hamburg lehnte er 1973 ab.
Erst 1982 kehrte Pfeiffer an die Hochschule zurück und wurde an der Fakultät für Maschinenwesen der TU München als Nachfolger von Kurt Magnus Ordinarius und Professor für Mechanik. Von 1993 bis 1995 war er Mitglied des Senats der Universität. Am 31. März 2000 wurde er in den Ruhestand versetzt.

## Auszeichnungen
- 1990: Bordoni-Preis
- 1993: Körber-Preis für die Europäische Wissenschaft
- 1998: Ehrendoktor der Russischen Akademie der Wissenschaften
- 1999: Honorarprofessor der Tongji-Universität
- 2000: Bundesverdienstkreuz am Bande
- 2003: Auswärtiges Mitglied der Russischen Akademie der Wissenschaften
- 2004: Ehrendoktor der TU Dresden
- 2004: Ehrenplakette des Vereins Deutscher Ingenieure
- 2006: Bayerischer Verdienstorden
- 2008: Ehrendoktor der Universität Bologna